# أولاد بوعزيز (سيدي حجاج واد حصار)
أولاد بوعزيز هي إحدى مشيخات المملكة المغربية، تتبع جغرافيا لإقليم مديونة وإداريًا لسيدي حجاج واد حصار. يقدر عدد سكانها بـ 8861 نسمة حسب الإحصاء الرسمي للسكان والسكنى لسنة 2004.